# 豊川宝飯衛生組合斎場会館
豊川市斎場会館（とよかわしさいじょうかいかん）とは、愛知県豊川市御津町にある公営火葬場である。
設置者は豊川市で、PFI豊川宝飯斎場株式会社が運営している。

## 概要
火葬設備と葬儀式場が併設されている。2006年（平成18年）4月1日に使用が開始された。別名「永遠の森」。

## 運用形態
- 2006年（平成18年）：愛知県として初めてのPFIに手法を取り入れ整備。
- 火葬受入時間：9時30分、10時00分、10時30分、11時00分、11時30分、0時00分、0時20分、0時40分、1時00分、1時30分、2時00分、2時30分、3時00分、3時30分。
- 火葬受付件数：一日14件[2]。

## 火葬ゾーン

### 故人とのお別れ
到着後（式場ゾーンで葬儀を行う場合は葬儀終了後の式場ゾーンから火葬ゾーンへ移動後）、会葬者は「告別室」で焼香・献花等を行い、故人のお顔を見て、最後のお別れとなり炉前ホールへ進み（式場ゾーンで葬儀を行う場合は葬儀終了直前に焼香・献花を行い故人の顔を見て最後のお別れを行いそのまま火葬ゾーンへ移動後、告別室を経由してから炉前ホールへ進む場合がある）、火葬炉へ棺が入っていくのを見送る。

### 待合室
火葬中の待合として、有料の完全個室待合室6室(和洋折衷)と無料の待合ホール（座席数：72席）が用意されている。遺族は、待合室で飲食を共にしたり、談話をすることが出来る。
また、キッズルームも用意されている。

### 収骨
火葬終了後、案内放送により会葬者は収骨室で収骨を行なう。遺骨を火葬炉から引出す際、一同が炉前ホールに進み遺骨の確認をする。その後、収骨（お骨あげ）は、収骨室で行われる。

## 式場ゾーン
通夜・告別式・初七日などの一連の葬送行為が執り行える式場ゾーンを併設している。気品あふれるスペースに、人生最期の儀式を執り行うにふさわしく、清楚な印象の内装と、間接照明による厳かな光の演出に配慮している。式場のほかに、入浴設備等を併設した遺族控室、宗教関係者控室及びロッカーコーナーを用意している。式場は貸館であるため、式場で使用する祭壇及び遺族控室で仮眠等の寝具の手配は、利用者で行う必要がある。

### 式場
広い祭壇ステージを備え、椅子席で118人が収容できるフロアは、さまざまな葬儀スタイル、宗教宗派に対応できる。

### 利用可能時間
午後5時から翌日の午後4時まで。

#### 告別式の開式時間
- 初七日を行う場合
  - 午前11時30分までに開始。
- 初七日を行わない場合
  - 午後1時00分までに開始。

## 設備
火葬ゾーン
- 火葬炉：10基 - バグフィルター設置
- 収骨室：2室
- 告別室：2室
- 待合室：6室
- キッズルーム：1室
- 霊柩車着棺口

式場ゾーン
- 式場
- 更衣室
- 遺族控室
- 宗教関係者控室
- 祭壇

屋外
- 駐車場：全100台（普通車：93台、マイクロバス：4台、身障者用：3台）

霊柩車
- バンタイプ霊柩車：3台

## 最寄り駅
- JR東海道本線 愛知御津駅から徒歩で約30分（2.3 km）。